# Bastri Bajrami
Bastri Bajrami (mac. Бастри Бајрами, ur. 23 lutego 1966 w Mojanci) – północnomacedoński przedsiębiorca i polityk Nowej Demokracji, burmistrz gminy Araczinowo w latach 2009-2015.

## Życiorys
Ukończył studia pedagogiczne w Skopje.
17 kwietnia 2009 roku objął stanowisko burmistrza gminy Araczinowo, które piastował do 2015 roku.